# Estadio Todoroki Kawasaki
El Estadio Todoroki Kawasaki también llamado Estadio Atlético Todoroki es un estadio multiusos situado en la ciudad de Kawasaki, Prefectura de Kanagawa, en Japón. Es utilizado para la práctica de diversos deportes principalmente fútbol, rugby y atletismo. Posee una capacidad para 25 000 personas y fue hasta principios de la década de 2000 la casa del club Verdy Kawasaki (Tokyo Verdy), actualmente acoge los partidos del club Kawasaki Frontale de la J1 League.
El estadio fue sede en 2007 de la Copa Mundial de Fútbol Americano.

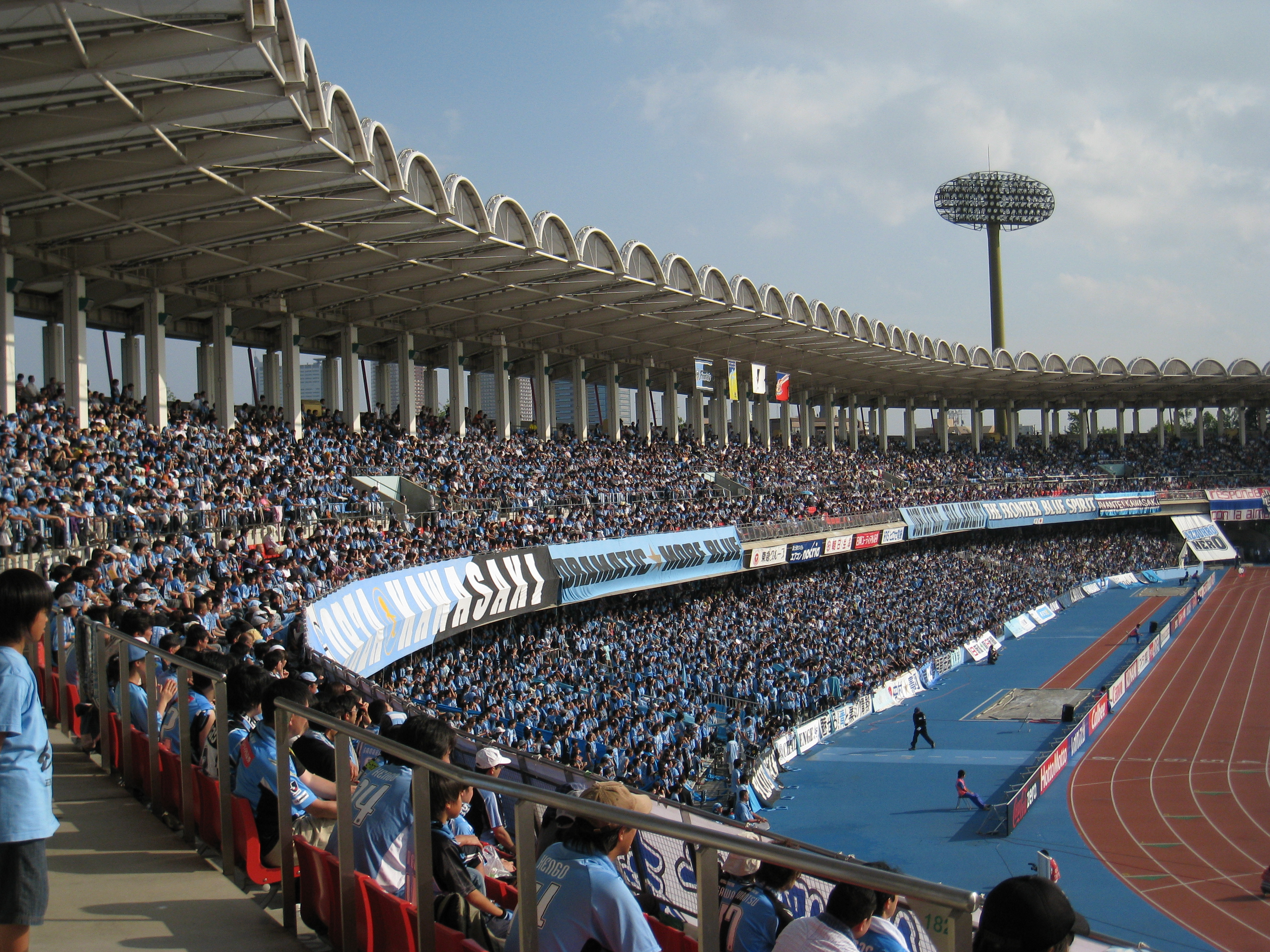

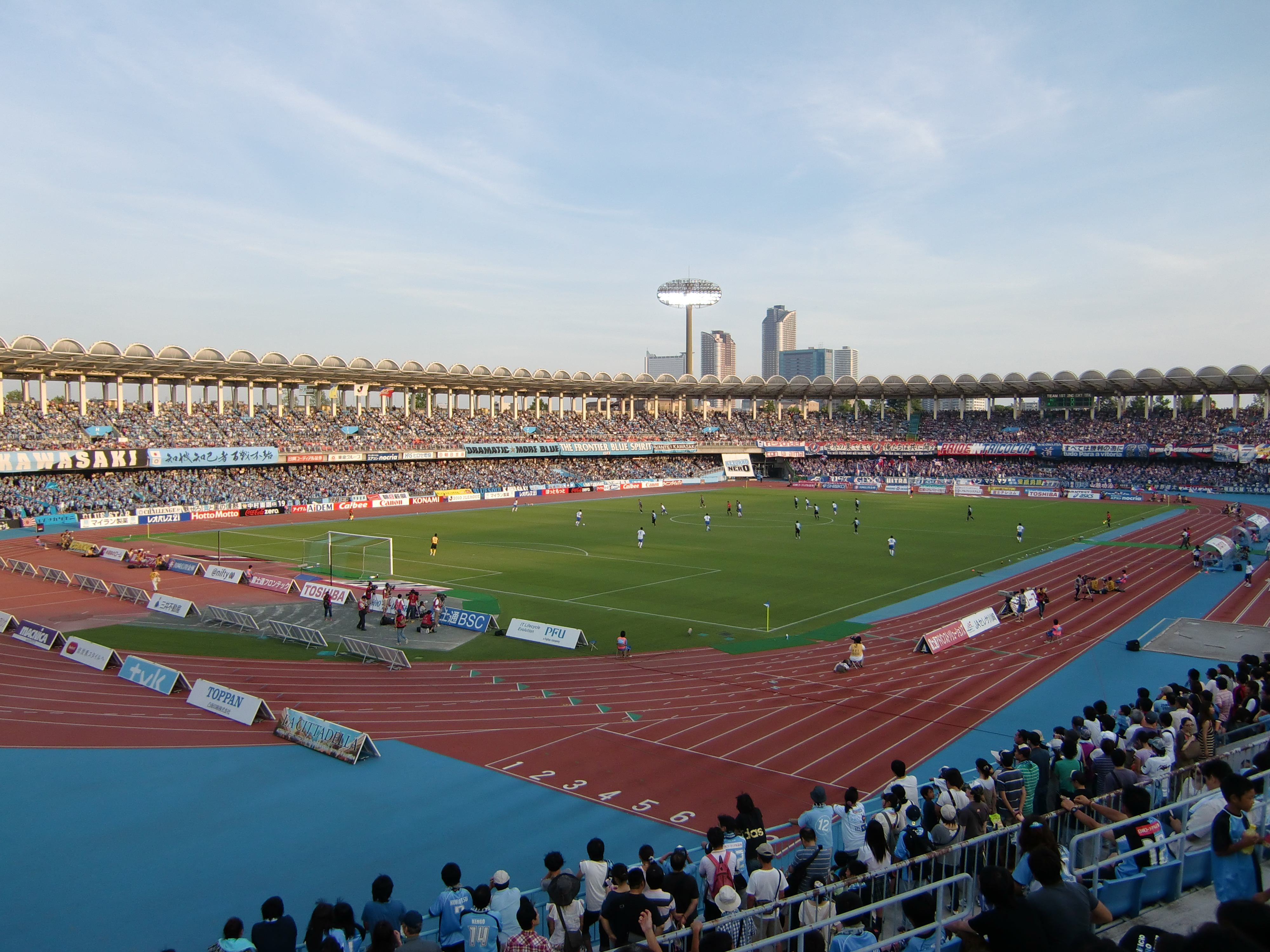

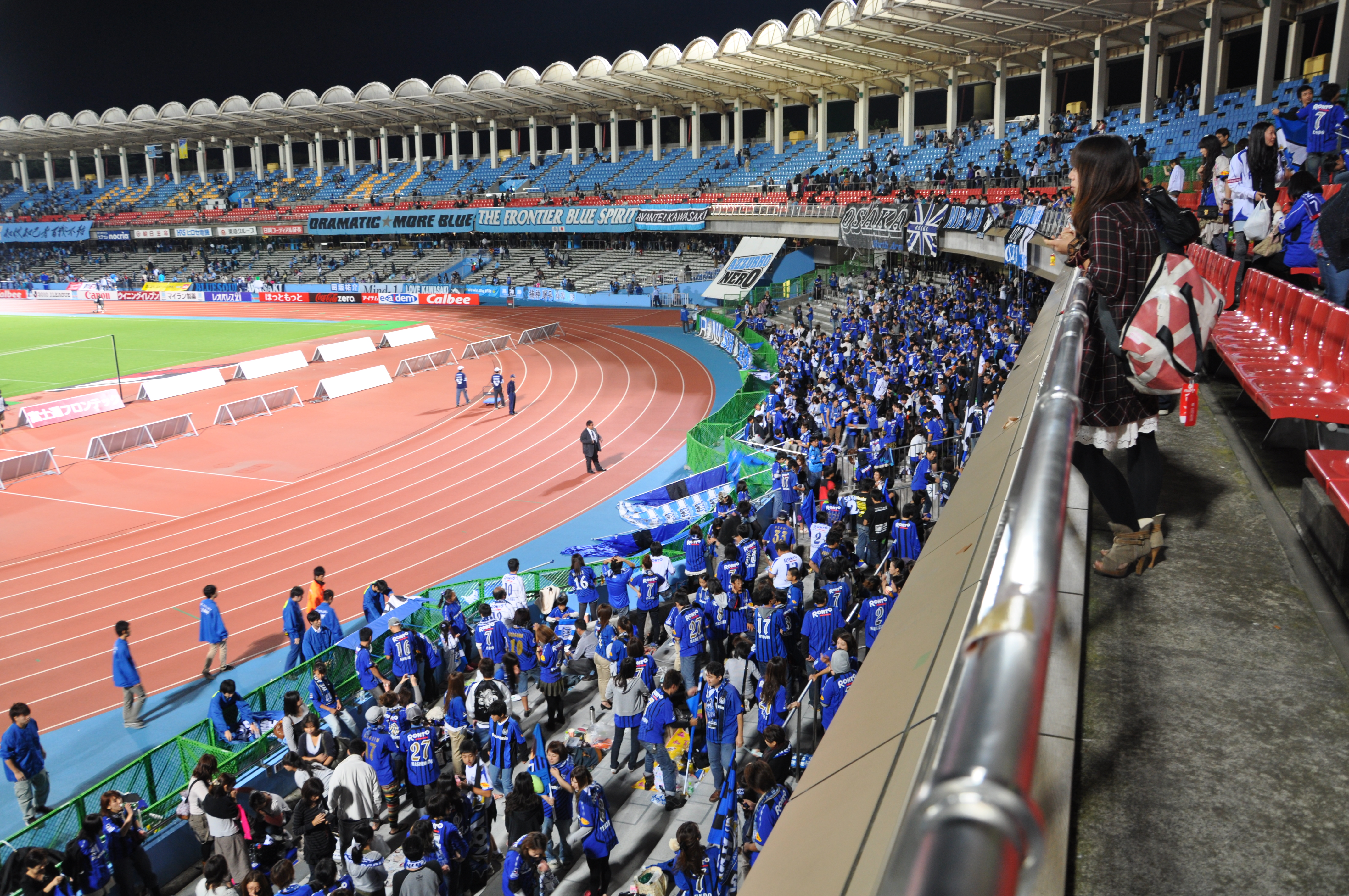